# Cambarus ortmanni
Cambarus ortmanni е вид ракообразно от семейство Cambaridae. Видът не е застрашен от изчезване.

## Разпространение и местообитание
Разпространен е в САЩ (Индиана, Кентъки и Охайо).
Обитава сладководни басейни, реки и потоци.

## Описание
Популацията на вида е нарастваща.